# Two International Finance Centre
Two International Finance Centre er den højeste skyskraber i Hong Kong, Folkerepublikken Kina. Den 415 meter og 88 etager høje bygning blev færdig i 2003, og blev tegnet af det verdensberømte arkitektfirma Cesar Pelli & Associates Architects. Skyskraberen vil forblive byens højeste skyskraber frem til Union Square Phase 7 står færdig i 2007. Disse to skyskrabere, som begge er placeret nede ved havet på begge sider af bugten, vil danne et landemærke ved indgangen til centrumsområdet i Hong Kong.

## Eksterne links
- Officiel hjemmeside Arkiveret 15. januar 2006 hos  Wayback Machine

22°17′07″N 114°09′33″Ø / 22.2854°N 114.1591°Ø